# Чорштин (гміна)
Гміна Чорштин (пол. Gmina Czorsztyn) — сільська гміна у південній Польщі. Належить до Новотарського повіту Малопольського воєводства.
Станом на 31 грудня 2011 у гміні проживало 7423 особи.

## Площа
Згідно з даними за 2007 рік площа гміни становила 61.72 км², у тому числі:
- орні землі: 47.00%
- ліси: 46.00%

Таким чином, площа гміни становить 4.19% площі повіту.

## Населення
Станом на 31 грудня 2011:
| Опис     | Загалом | Загалом | Чоловіки | Чоловіки | Жінки | Жінки |
| -------- | ------- | ------- | -------- | -------- | ----- | ----- |
| одиниця  | осіб    | %       | осіб     | %        | осіб  | %     |
| все      | 7423    | 100     | 3630     | 48.90    | 3793  | 51.10 |
| міське   | 0       | 100     | 0        |          | 0     |       |
| сільське | 7423    | 100     | 3630     | 48.90    | 3793  | 51.10 |

## Сусідні гміни
Гміна Чорштин межує з такими гмінами: Кросьценко-над-Дунайцем, Лапше-Ніжне, Новий Тарґ, Охотниця-Дольна.